# Comuna Roșceahivka, Bobrîneț
Roșceahivka (în ucraineană Рощахівка) este o comună în raionul Bobrîneț, regiunea Kirovohrad, Ucraina, formată din satele Hannopil, Mariupol și Roșceahivka (reședința).

## Demografie
Componența lingvistică a comunei Roșceahivka
     Ucraineană (96,05%)
     Română (2,28%)
     Rusă (1,52%)
     Alte limbi (0,15%)
Conform recensământului din 2001, majoritatea populației comunei Roșceahivka era vorbitoare de ucraineană (96,05%), existând în minoritate și vorbitori de română (2,28%) și rusă (1,52%).